# Стародумова, Елена Алексеевна
Еле́на Алексе́евна Староду́мова (род. 30 июня 1941 года, Будённовск, Будённовский район, Орджоникидзевский край (ныне Ставропольский край), РСФСР) — российский лингвист-русист, доктор филологических наук, профессор, профессор кафедры русского языка и литературы Дальневосточного федерального университета, почётный работник высшей школы Российской Федерации.

## Биография
Окончила филологический факультет Дальневосточного государственного университета в 1963 году. В 1974 году в Ленинградском государственном университете защитила кандидатскую диссертацию «Акцентирующие частицы в современном русском литературном языке». В 1997 году в Московском государственном педагогическом университете защитила докторскую диссертацию «Русские частицы (письменная монологическая речь)». Под руководством Е. А. Стародумовой на кафедре русского языка и литературы ДВФУ создается компьютерный словарь служебных слов, который является частью Машинного фонда русского языка. Является главным редактором «Словаря служебных слов русского языка».

## Основные работы

### Монография
- Частицы русского языка: разноаспектное описание. — Владивосток: Изд.-во Дальневост. ун-та, 2002. — 291 с.

### Учебное пособие
- Русские частицы: учеб. пособие. — Владивосток: Изд-во Дальневост. ун-та, 1997. — 66 с.

### Автореферат диссертации
1. Акцентирующие частицы в современном русском литературном языке: автореф. дис. … канд. филол. наук. — Л., 1974. — 24 с.
2. Русские частицы: (письменная монологическая речь): автореф. дис. … д-ра филол. наук / [Моск. пед. ун-т им. В. И. Ленина]. — М., 1997. — 39 с.

### Словарь
- Прияткина А. Ф., Стародумова Е. А. и др. Словарь служебных слов русского языка / Отв. ред. Е. А. Стародумова. — Владивосток: Изд-во ДВГУ, 2001. — 363 с.

### Статьи в научных журналах
1. Частицы-союзы в современном русском языке // Тезисы докладов XI научной конференции Дальневосточного университета. Ч. 1: Соц.-экон. и гуманитар. науки. — Владивосток, 1966. — С. 174—175.
2. О «союзности» частиц // Доклады XIV научной конференции Дальневосточного университета: (секция филологии). — Владивосток, 1969. — С. 120—124.
3. Значение и функции служебного слова «тоже» // Учен. зап. Дальневост. ун-та. — 1971. — Т. 12: Современный русский язык. — С. 94-107.
4. Синтаксические функции частицы «даже» // Учен. зап. Дальневост. ун-та. — 1972. — Т. 62: Сер. филол. (языкознание). Исследования по современному русскому языку. — С. 32-47.
5. Функции ограничительного слова «только» в современном русском языке // Синтаксические связи в русском языке. — Владивосток: Изд-во Дальневост. ун-та, 1974. — С. 32-51.
6. Характер синтаксичности частиц // Функциональный анализ единиц морфолого-синтаксического уровня: сб. науч. тр. — Иркутск, 1980. — С. 41-55.
7. К вопросу о полифункциональности в русском языке: (слово «особенно») // Вопросы грамматики русского языка: функциональный анализ единиц морфолого-синтаксического уровня: сб. науч. тр. — Иркутск: [Б. и.], 1981. — С. 14-25.
8. О релятивных свойствах частиц: (синтакс. функции частицы «именно») // Синтаксические связи в русском языке: межвуз. темат. сб. — Владивосток: Изд-во Дальневост. ун-та, 1981. — С. 111—123.
9. Текстовые функции ограничительных частиц // Служебные слова и синтаксические связи: межвуз. темат. сб. — Владивосток: Изд.-во Дальневост. ун-та, 1985. — С. 64-73.
10. Акцентирующие частицы в современном русском языке. — Владивосток: Изд-во Дальневост. ун-та, 1988. — 96 с.
11. Роль частиц в актуальном членении высказывания: (ограничительные частицы) // Структура и функция элементов языка: сб. науч. тр. — Владивосток: Изд-во ДВО АН СССР, 1990. — С. 168—176.
12. Частицы в минимальном и максимальном контексте: к вопросу о функциональных типах частиц письменной монологической речи // Теоретические и практические аспекты изучения неполнозначных слов: материалы межвуз. науч. конф. — Ставрополь: [Изд-во Ставропольск. пед. ин-та], 1990. — С. 83-84.
13. Соотношение функций союзов и частиц в контактном и неконтактном расположении // Языковые категории в лексикологии и синтаксисе: межвуз. сб. науч. тр. / [отв. ред. Лукьянова Н. А.]. — Новосибирск: Изд-во Новосибирск. ун-та, 1991. — С. 159—169.
14. Частицы «хоть» и «хотя бы» // Русистика. — Берлин, 1992. — № 2. — С. 7-18.
15. Параметризация описания частиц и опыт их словарного представления // Форма и содержание единиц языка и речи. — Владивосток: Дальнаука, 1998. — С. 157—167.
16. Об источниках «частицеобилия» русского языка // Сборник научных трудов ДВО РАН. — Владивосток: Дальнаука, 1999. — С. 41-45.
17. Экономно-расточительный Набоков: (заметки о синтаксисе писателя) // Новое видение культуры мира в XXI веке: материалы междунар. науч. конф. в рамках Дней славянской письменности и культуры, Владивосток, 22-25 мая 2000 г. — Владивосток: Изд-во ДВГТУ, 2000.
18. Рассказ В. Набокова «Лик»: отражение авторского замысла в характере повествования и в синтаксисе // Социальные и гуманитарные науки на Дальнем Востоке. — 2005. — № 1 (5). — С. 129—136. — Соавт.: Пермякова Т. В.
19. Синтаксис современного русского языка: учеб. пособие. — Владивосток: Изд-во Дальневост. ун-та. ТИДОТ, 2005. — [138] с.
20. Союзы и частицы в парадигматическом и синтагматическом аспектах // Гуманитарные исследования в Восточной Сибири и на Дальнем Востоке. — 2012. — Т. 18, № 2. — С. 20−24. — Соавт.: Прияткина А. Ф.[3]